# Pelsterstraat

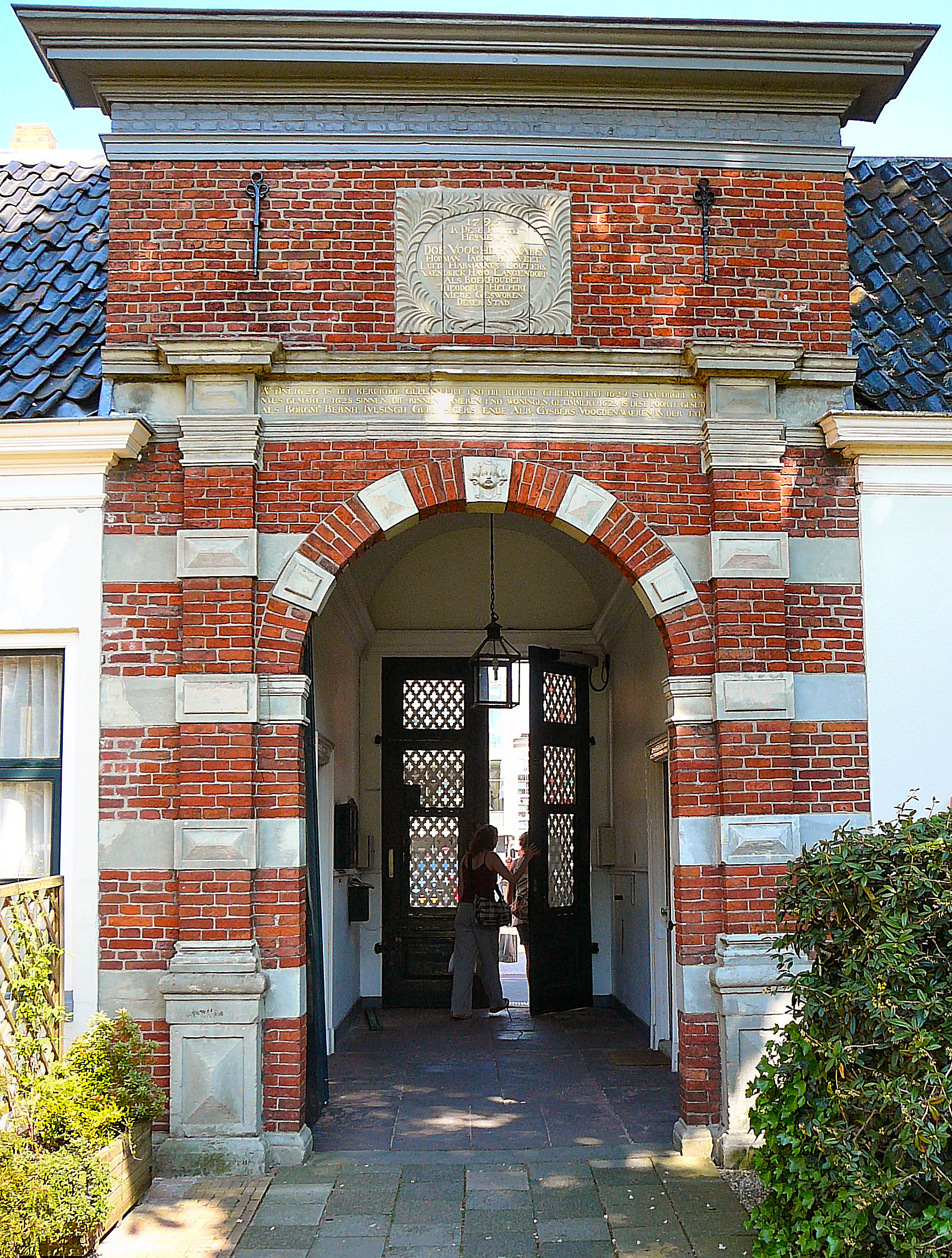
de poort van het Pelstergasthuis van de binnenzijde

De Pelsterstraat is een straat in de binnenstad van Groningen. De straat loopt van de Vismarkt naar het Zuiderdiep.
Oorspronkelijk was de Pelsterstraat een achterstraat van de Herestraat. Tot in de zestiende eeuw stond de straat bekend als Gaddingestraat. De oudste vermelding dateert uit 1284. Gaddinge verwijst vermoedelijk naar een gelijknamig geslacht. Pelsters zijn bontwerkers.

## Bijzonderheden
- Niet meer traceerbare steeg: Schovengang
- Bij het Zuiderdiep liggen in het trottoir glitterstenen ter markering van de middeleeuwse stadsmuur (Saar Oosterhof, 2002).
- nr. 37. Voormalige Rijks HBS (1864)

nr. 43. H. Geest- of Pelstergasthuis van de Orde der Hospitaalbroeders. Het gasthuis bestond al in 1267, toen bedoeld voor passerende vreemdelingen, armen en zieken; later voor ouderen.

## Monumenten
In de Pelsterstraat staan acht panden die de status van rijksmonument hebben. Daarnaast herbergt de straat zes panden die beschermd worden als gemeentelijk monument.
| Adres               | Bouwjaar | Beschrijving | Monument  | Afbeelding |
| ------------------- | -------- | --- | --------- | ---------- |
| Pelsterstraat 1     | 1897     | Hoek Vismarkt/Pelsterstraat | RM 486641 |            |
| Pelsterstraat 2     |          | | RM 18655  |            |
| Pelsterstraat 4     |          | | RM 18656  |            |
| Pelsterstraat 6     | 19e eeuw | Pand, tweelaags onder hoog afgeknot schilddak op de hoek van de Hoedemakersgang. Op de begane grond was de achteringang van De Slegte. | GM 103039 |            |
| Pelsterstraat 12    | 17e eeuw | | GM 103042 |            |
| Pelsterstraat 16    | 17e eeuw | Drielaags pand onder schilddak. | GM 103043 |            |
| Pelsterstraat 19    |          | | RM 18651  |            |
| Pelsterstraat 28    | 1936     | Bedrijfspand met bovenwoningen ontworpen door Job Hansen                                                                               | GM 103046 |            |
| Pelsterstraat 37    | 1862     | Rijks HBS | RM 18652  |            |
| Pelsterstraat 39    | 13e eeuw | Kapel van Pelstergasthuis | RM 18653  |            |
| Pelsterstraat 41-43 | 13e eeuw | Pelstergasthuis | RM 18654  |            |
| Pelsterstraat 44    | 1905     | Bankgebouw ontworpen door A.J. Sanders                                                                                                 | RM 486141 |            |
| Pelsterstraat 56-60 | 18e eeuw | Rijtje eenkamerwoningen | GM 103050 |            |
| Pelsterstraat 59    | 1901     | Bedrijfspand met bovenwoningen op de hoek van het Ged. Zuiderdiep neogotiek, ontworpen door G. Nijhuis                                 | GM 102018 |            |

Achter de Muur · 
Akerkhof · 
Akerkstraat · 
Broerstraat · 
Brugstraat ·
Bruine Ruiterstraat ·
Burchtstraat · 
Butjesstraat ·
Carolieweg ·
Coehoornsingel · 
Donkersgang · 
Driften · 
Emmaplein · 
Folkingestraat · 
Folkingedwarsstraat ·
Ganzevoortsingel · 
Gasthuisstraatje ·
Gedempte Kattendiep ·
Gedempte Zuiderdiep ·
Gelkingestraat ·
Grote Kromme Elleboog ·
Grote Markt ·
Guldenstraat ·
Guyotplein ·
Haddingestraat ·
Haddingedwarsstraat ·
Hardewikerstraat ·
Hereplein · 
Herebinnensingel ·
Heresingel ·
Herestraat ·
Hoekstraat ·
Hofstraat ·
Hoge der A ·
Hoogstraatje ·
Jacobijnerstraat ·
Kleine der A ·
Kattenhage ·
Kleine Kromme Elleboog ·
't Klooster ·
Kostersgang ·
Koude Gat ·
Kreupelstraat ·
Kwinkenplein ·
De Laan ·
Lage der A ·
Lopende Diep ·
Lutkenieuwstraat ·
Marktstraat ·
Martinikerkhof ·
Munnekeholm ·
Muurstraat ·
Naberstraat ·
Nieuwe Boteringestraat ·
Nieuwe Ebbingestraat ·
Nieuwe Kerkhof ·
Nieuwe Kijk in 't Jatstraat ·
Nieuwe Markt ·
Nieuwstad ·
Noorderhaven ·
Oosterstraat ·
Ossenmarkt ·
Oude Boteringestraat ·
Oude Ebbingestraat ·
Oude Kijk in 't Jatstraat ·
Papengang ·
Pausgang · 
Pelsterstraat ·
Peperstraat ·
Poelestraat ·
Praediniussingel ·
Rademarkt ·
Radesingel ·
Reitemakersrijge ·
Rode Weeshuisstraat ·
Schoolstraat · 
Schoolholm · 
Schuitemakersstraat ·
Schuitendiep · 
Sieboldsgang · 
Singelstraat · 
Sint Jansstraat ·
Sint Walburgstraat ·
Spilsluizen ·
Stationsstraat ·
Steentilstraat ·
Stoeldraaierstraat · 
Torenstraat · 
Turfstraat ·
Turfsingel ·
Turftorenstraat ·
Ubbo Emmiussingel ·
Vismarkt ·
Visserstraat ·
Waagstraat ·
Zoutstraat ·
Zwanestraat